# Franz Braun (Politiker, 1898)
Franz Braun (* 22. April 1898 in Würselen; † 24. Februar 1970 in Baesweiler) war ein deutscher Kommunalpolitiker und ehrenamtlicher Landrat (CDU).

## Leben und Beruf
Nach dem Schulbesuch absolvierte er eine Ausbildung und war von 1912 bis 1963 bei der Gewerkschaft Carl-Alexander in Baesweiler, zuletzt als Werkmeister, beschäftigt. Braun war verheiratet und hatte zwei Kinder.
Mitglied des Kreistages des ehemaligen Landkreises Geilenkirchen-Heinsberg war er von 1946 bis 1970. Vom 5. November 1954 bis zum 26. November 1969 war er Landrat des Landkreises. Von 1946 bis 1964 war er Mitglied im Gemeinderat der Gemeinde Baesweiler und vom 26. September 1946 bis zum 13. Oktober 1964 Bürgermeister.
Braun war Mitglied in verschiedenen Gremien des Landkreistages Nordrhein-Westfalen. Das Bundesverdienstkreuz I. Klasse wurde ihm am 22. April 1965 verliehen.